# Das Haus der Schwestern

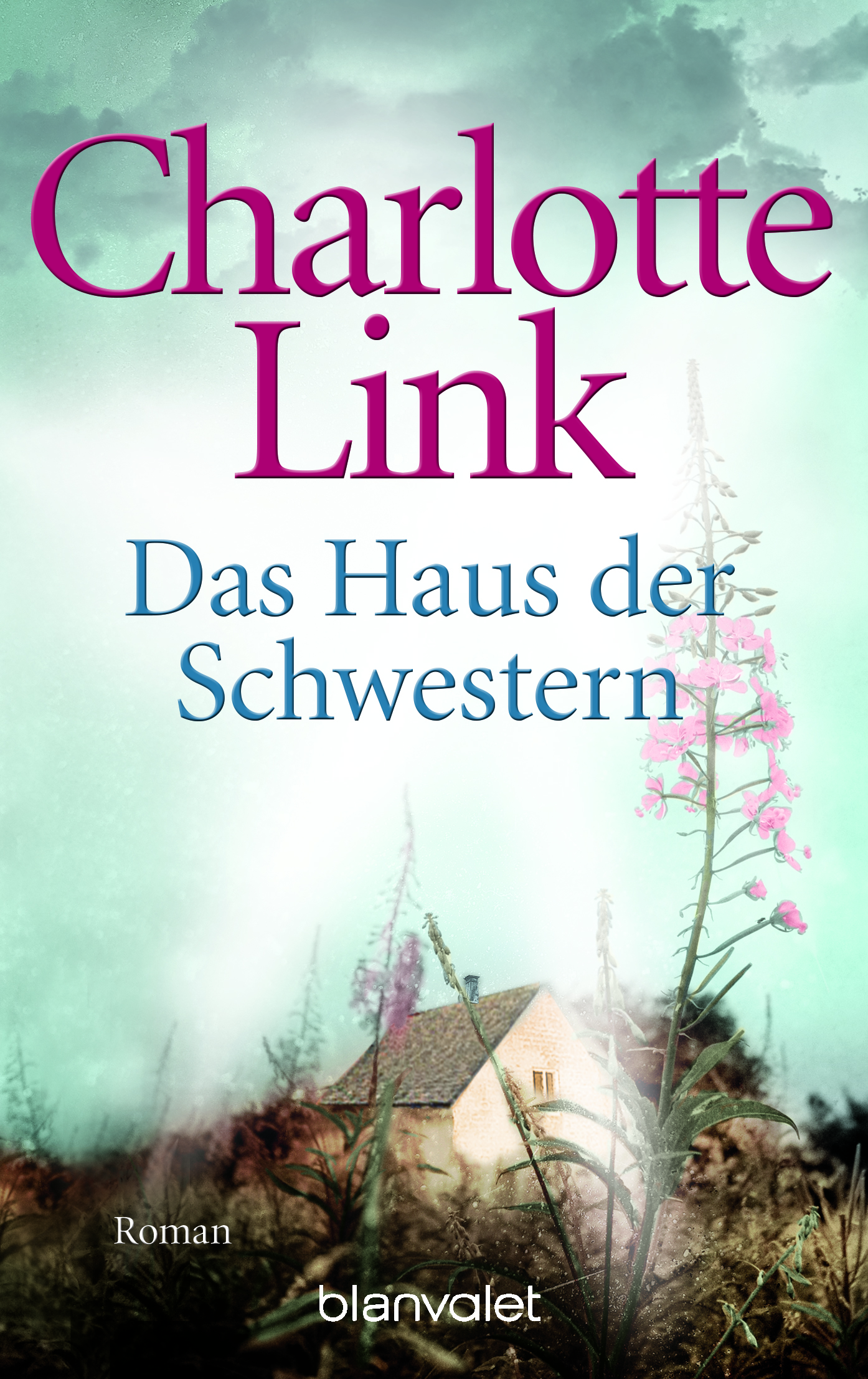
Cover des Buches

Das Buch Das Haus der Schwestern ist ein Roman von Charlotte Link aus dem Jahr 1997, der überwiegend im Hochmoor von Yorkshire spielt.

## Inhalt
Die Rahmenhandlung, die sich laut Kapitelüberschriften zwischen dem 22. Dezember 1996 und dem 1. Januar 1997 abspielt, schildert die Erlebnisse eines deutschen Ehepaares, Barbara und Ralph Amberg, die beide als Juristen tätig sind, während ihrer Reise ins Hochmoor von Yorkshire. Die gemeinsame Auszeit, die sie für eine Klärung ihrer in eine Krise geratenen Beziehung nutzen wollten, verläuft für beide ganz anders als geplant. Schon in der ersten Nacht nach ihrer Ankunft werden sie auf Westhill House, einem einsamen Farmhaus, eingeschneit und für mehrere Tage von der Außenwelt abgeschnitten, auch die Heizung und das Telefon funktionieren nicht mehr. Während Ralph daraufhin viel Zeit mit Holzhacken verbringt, um wenigstens mit dem einzigen Ofen im Haus für ein wenig Wärme zu sorgen, beschäftigt sich Barbara zunehmend mit einem umfangreichen Manuskript, das in einem Schuppen versteckt war. 
Dieses wurde laut „Prolog“ von Frances Gray, der vorletzten Eigentümerin von Westhill, als Lebensrückblick in Romanform geschrieben. Geschildert wird das Leben der 1893 geborenen Frances, die vor dem Ersten Weltkrieg vorübergehend bei den Suffragetten politisch engagiert war, ihre unglückliche Liebe zu John Leigh, die schwierige Beziehung zu ihrer Schwester Victoria sowie die Entwicklung ihrer Familie bis in die Zeit des Zweiten Weltkriegs. Während bestimmte Lebensphasen und Schlüsselerlebnisse recht eingehend geschildert werden, werden andere Zeiträume nur kursorisch gestreift, wobei es mitunter in der Schwebe bleibt, ob dies der Schreibweise von Frances oder der Lektüre von Barbara geschuldet ist. 
Als nach den Weihnachtstagen die Vorräte der Ambergs endgültig zur Neige gehen, macht sich Ralph mit Skiern und Rucksack auf den Weg, um sich bis zur nächsten Ortschaft durchzuschlagen und dort Lebensmittel zu besorgen. Die allein zurückgebliebene Barbara verspürt eine zunehmende Anspannung, weil einerseits ihr Mann in der ersten Nacht noch nicht zurückgekehrt ist und andererseits die Aufzeichnungen von Frances Gray auf ihren kritischen Höhepunkt zusteuern, einen Vorfall, in den noch lebende Personen als Beteiligte oder Mitwisser verstrickt sind, was letztlich auch zu einem Showdown auf der Gegenwartsebene führt.

## Veröffentlichungen

### Buch
Die Erstausgabe erschien 1997 in München bei Blanvalet. 1999 wurde der Roman als Taschenbuch bei Goldmann veröffentlicht. In den 2000er-Jahren kam es zu Übersetzungen in mehrere Sprachen, darunter Französisch, Italienisch und Spanisch (jeweils 2002), Niederländisch (2004), Polnisch (2005) oder Dänisch (2006). Erstmals als E-Book erschien es 2011 bei der Random House.

### Verfilmung
2001/02 wurde der Roman unter der Regie von Rolf von Sydow für das Fernsehen verfilmt. Das Juristenpaar spielten Christine Reinhart und Harald Krassnitzer; Anne Brendler und Gudrun Landgrebe übernahmen die Rolle der Frances Gray. Die Erstausstrahlung erfolgte am 10. März 2002 als zweite Folge einer Charlotte-Link-Reihe im ZDF.

### Hörbuch
Das Buch wurde von Random House Audio im Oktober 2002 als Hörbuch veröffentlicht, gelesen von Franziska Bronnen.